# 烏里托爾科山
62°56′S 60°43′W / 62.933°S 60.717°W
烏里托爾科山（Mount Uritorco），是南極洲的山峰，位於南設得蘭群島的迪塞普逊岛，屬於特萊豐嶺的一部分，在1956年被繪入阿根廷政府地圖，現時由南極條約體系管理。